# Michael Allen Harrison

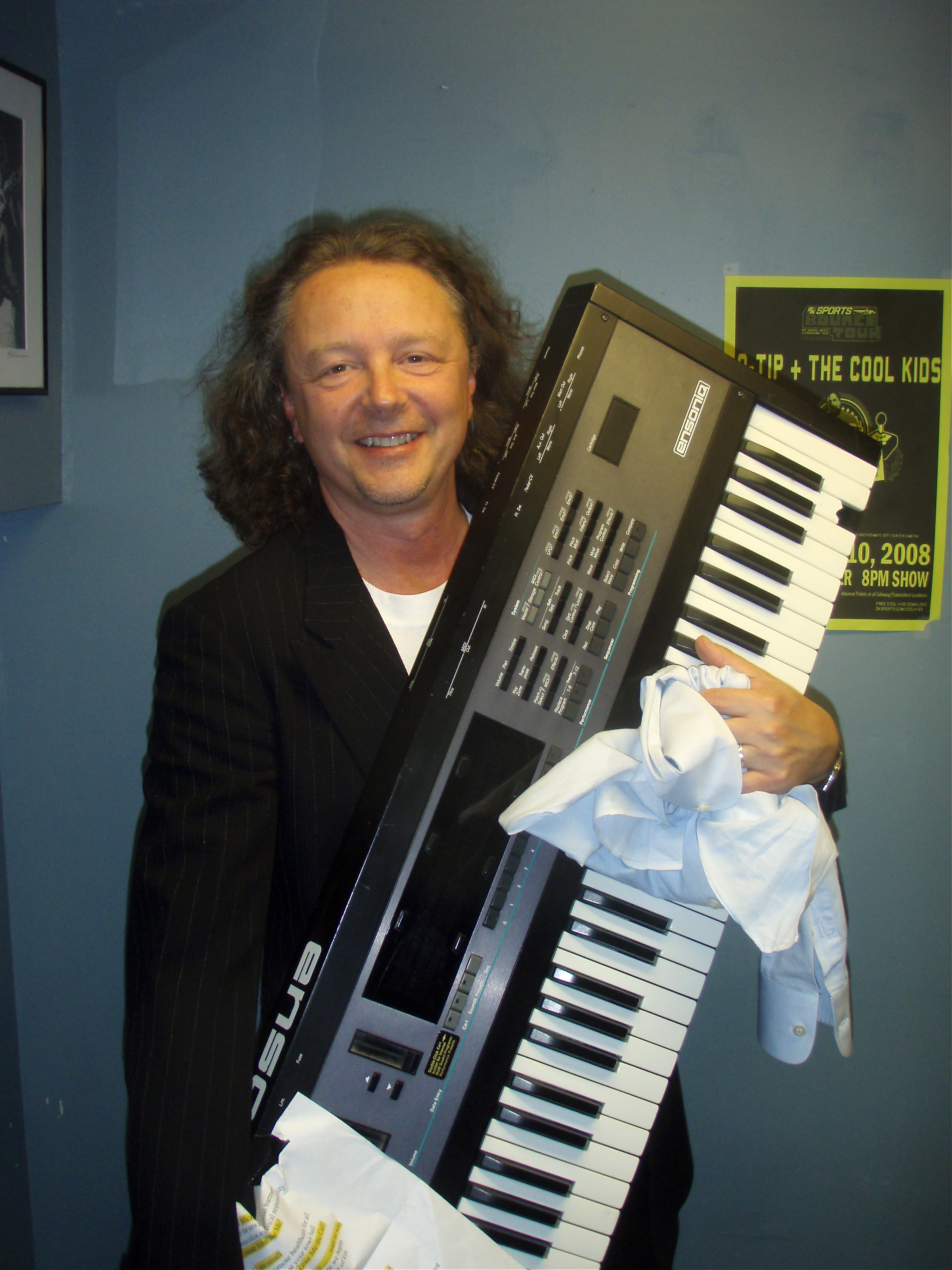
Michael Allen Harrison

Michael Allen Harrison (* 1958 in Portland/Oregon) ist ein US-amerikanischer Pianist, Singer-Songwriter, Komponist und Musikproduzent.

## Leben
Harrison begann in seiner Kindheit Klavier zu spielen. Er besuchte die Parkrose High School seiner Heimatstadt. Sein erstes kommerzielles Album Tea Court Interlude erschien 1986. Bei seinem eigenen Label MAH veröffentlichte er seit 1992 mehr als fünfzig Alben. Das Album Emotional Connection (1994) erhielt ein Orbiting Certificate der NASA und wurde während es Fluges des Spaceshuttles Endeavour gespielt, das Album Circle of Influence war bei einem Flug des Shuttles Discovery an Bord. 1999 war er eingeladen, bei den Vereinten Nation in New York seinen Song Rememberance zum 50. Jahrestag der Unabhängigkeit Israels uraufzuführen.
Er hatte u. a. Auftritt vor dem Präsidenten Bill Clinton und dem Vizepräsidenten Al Gore und eröffnete die Reihe  Celebrity Forum Interactive Speaker musikalisch für die Gäste Walter Cronkite, Jerry Spence, Margaret Thatcher, Jerry Lewis, Colin Powell, Jan Schlichtman und James Whitmore. Das Werk Ocean of Wisdom komponierte er für den Dalai Lama anlässilch eines Besuches in Portland. Ausgezeichnet wurde er mit drei Just Plain Folks Awards. 2000 gründete er die Snowman Foundation, die sich der Förderung der musikalischen Ausbildung von Kindern durch die Vergabe von Musikinstrumenten und Stipendien widmet. In seiner Heimatstadt gründete er die Konzertreihen Ten Grands und Christmas at the Old Church.
Harrisons Musik bewegt sich stilistisch von Easy Listening und New Age bis zu Avantgarde-Musik. Filmmusiken komponierte er u. a. für Nicole Conns Claire of the Moon (1992), James Westbys Anoosh of the Airways (1999) und für Jessica Martins Fernsehfilm The Three Rabbis (2006). In Zusammenarbeit mit dem Autor David Bates entstand 2005 das Musical Prometheus. Mit der Portland Festival Symphony spielte er die Uraufführung seines Klavierkonzertes.